# Deltaamacuromjukstjärt
Deltaamacuromjukstjärt (Thripophaga amacurensis) är en nyligen beskriven fågelart i familjen ugnfåglar inom ordningen tättingar.

## Utbredning och systematik
Arten förekommer i nordöstra Venezuela i södra delen av Orinocodeltat. Den behandlas som monotypisk, det vill säga att den inte delas in i några underarter.

## Status
IUCN kategoriserar den som sårbar.